# 雜飯
杂菜饭，常称为杂饭，也写作什饭，在新加坡也叫菜饭（源自福建話讀音），又因价格大众化而称为经济饭（英語：economy rice），是一种大概在80年代早期起源于马来西亚，流行于马来西亚、新加坡的中式经济型饮食方式，虽然不属于新马两国的主流美食，但广泛存在于这两个国家的小販中心、路邊攤或食閣之中，且以价廉物美、方便快捷著称。
杂菜饭类似于中国的盖浇饭、日本的丼物、印尼什锦饭，通常在透明的玻璃展示柜中陈列出10-15样烹饪好的食物，包括有肉类、蔬菜、鸡蛋和豆腐。顾客选择自己中意的几样菜，与米饭一起盛放在一个大餐碟内享用。

## 起源
杂菜饭的菜色品种以中国菜为主，也会有少量当地常见的马来菜、印度菜或西菜。许多新加坡与马来西亚华人认为，杂菜饭就像是「住家饭」（家中煮的菜），因而午餐与晚餐都会食用，通常以米饭为基础加上各类烹饪好的菜肴。杂菜饭是普通民众外出就餐的一种既方便又经济实惠的选择，特别是如果食客仅仅选择食用蔬菜和豆腐这类价格低廉的菜肴时，杂菜饭往往是小贩中心内最廉价的正餐。

### 常见菜色
常见的杂菜饭菜色包括了甜酸肉、咖喱鸡、红烧豆腐、红烧卷心菜、燉蛋、炒蛋、炒各种时令蔬菜和各式炸鱼。根据店家的中国祖籍背景，还会提供各种与其祖籍地相关的特色菜肴，如酿豆腐、炒苏东、荔枝肉等。主食除了米饭外，有的店家还会提供炒米粉、炒粿条、蛋炒饭等。

## 文化影响
马来西亚新山独立电影人戴敏非在2007年资筹拍摄了电影《杂菜饭》，于2008年以DVD方式在马来西亚各大音像店上市。这部电影为轻喜剧，全程在新山、居銮一带取景，片中启用了60名群众演员，其中包括17位新山当地的华文记者。剧本边拍边写、边演边改，演员随来随用，所有元素自然混杂，就像市民吃杂菜饭一样，随性自然。